# Рогинець Олексій Анатолійович
Олексі́й Анато́лійович Рогине́ць (1984—2023) — молодший лейтенант Збройних сил України, учасник російсько-української війни.

## Життєпис
Сапер, боєць батальйону «Донбас». При виході з Іловайського котла 29 серпня 2014-го зазнав множинних поранень — прошитий наскрізь осколками. Лікувався пів року.
Знешкодив та ліквідував не одну дюжину виставлених терористами мін. З лютого 2015-го бере участь в обороні Широкиного. При цьому з тіла й далі виходять осколки.
Під час повномасштабного вторгнення був сапером 151-го окремого батальйону територіальної оборони 117-ї окремої бригади територіальної оборони. 
Загинув 8 лютого 2023 року в Конотопському районі під час розмінування.

## Нагороди
За особисту мужність і героїзм, виявлені у захисті державного суверенітету та територіальної цілісності України, вірність військовій присязі під час російсько-української війни
- нагороджений орденом «За мужність» III ступеня (25.3.2015).

Указом Президента України № 336/2016 від 19 серпня 2016 року нагороджений ювілейною медаллю «25 років незалежності України».